# Tweener
Tweener (Kříženec či Odpadlík) je devátá epizoda první řady seriálu Prison Break, ve které se do vězení Fox River dostává nový vězeň – David „Tweener“ Apolskis. Epizodu režíroval Matt Earl Beesley a napsal Paul Scheuring.

## Děj
Díl začíná ve sprchách, kde se týraný T-Bagův spoluvězeň Seths doprošuje pomoci Michaela Scofielda. T-Bag ale rozmluví Michaelovi jakýkoli zásah. Michaelův bratr Lincoln Burrows zatím prosí ředitele věznice Henryho Popa o dočasné propuštění pod dohledem, aby mohl jít hledat svého syna; to ředitel zavrhuje s tím, že L. J. Burrows je hlavní podezřelý z dvojnásobné vraždy. Na pracovní terapii se únikový tým dohodne, že vykopané kousky podlahy budou náhodně rozhazovat po dvoře. V autobusu s novými vězni se David Apolskis snaží vyprávěním ukázat, že nemá strach. Když se Michael se spoluvězněm Fernandem Sucrem vrací do věznice, Seth se přímo před nimi oběsí. 
Michael jde později do kostela, kde prosí Boha, aby mu odpustil, že klukovi nepodal pomocnou ruku. Lincoln svého bratra navíc ujišťuje, že to není jeho vina. Zatímco L.J. se probouzí na nábřeží v Chicagu, Veronica Donovan v chatrči otce Nicka Savrinna hledá kávu, ale místo nachází pouze zbraně. Nick ji ujišťuje, že zbraně slouží pouze pro ochranu jeho otce a on sám je nepoužívá. Ve vězení únikový tým pokračuje v rozhazování kamínků z kapes do trávy, což se zdá podezřelé C-Notovi, který dříve Michaelovi slíbil, že přijde na to, co se chystá. Poté ale naráží na Tweenera, který se pomocí svého umění černošského slangu snaží zapracovat mezi černou elitu věznice, která ho ale hned odmítá. Kamínky rozhazuje i mafián John Abruzzi, za kterým přichází hlavní dozorce Brad Bellick s tím, že nedostal svou měsíční částku financí, a tak mu bude muset odebrat nějaké výhody, jako např. provoz pracovní terapie. John se poté snaží dovolat svému šéfovi Phillymu Falzonemu, jehož sekretářka ho ale s ním spojit nemůže, protože Falzone s ním mluvit nechce.
Dvojice právníků, která se nyní ukrývá v divočině, plánuje navštívit vdovu po Terrenci Steadmanovi, Leslie, kterou prý najdou v jedné restauraci na chicagském pobřeží. Únikový tým mezitím dále pracuje na pracovní terapii, kde kope svou díru ven, když přichází dozorce Patterson. Sucre tým včas varuje, ale ani to je nemusí zachránit. V předsálí budovy na něj totiž čeká ředitelova sekretářka, se kterou si to na stole, který vězni postavili na koberec, kterým díru přikryli, rozdává, čímž skoro posouvá jednu nohu od stolu do nestabilního místa. Po chvíli ale oba odchází a když se vězni vrátí, zjistí, že na to nepřišli. Abruzziho pak navštěvuje jeden z Falzoneho poslů, který mu oznamuje, že mafie přišla téměř o všechny peníze. John ale stejně myslí na svou manželku, které posel nemá nic říkat, jelikož stále věří, že bude brzy venku. Poté, co odchází, tak mezi návštěvníky přichází sám Falzone, který ale přišel za Gusem Fiorellim, Johnovým pomocníkem. Doktorka Sara Tancredi si zatím ověřuje nějaké informace o Michaelovi a přichází na to, že navštěvoval psychiatra. Abruzzi pak na dvoře kráčí k Fiorellimu, který mu říká, že v mafii proběhla malá rekonstrukce postů a že od teď to ve vězení vede on.
V hale s celami se na schodech vytváří fronta vězňů a Tweener se jednoho z nich zeptá, se svým černošským slangem, co se děje. Ten ho ale kvůli tomu, jak mluví, označuje jako ostudu své rasy a skopává ho k zemi. Příležitosti využije T-Bag, který Tweenerovi podává pomocnou ruku a doufá, že našel náhradu za Setha, který se oběsil. Za Lincolnem na samotku přichází dozorce Stolte, který mu otvorem ve dveřích podává tác s jídlem. Lincoln ho chytí za ruku, aby neodešel, a ptá se, jak by mu bylo, kdyby se to stalo jeho synovi, Joshovi. Stolte tedy zavede Lincolna k telefonu, odkud volá L.J.ovi. Ten říká, že není v pořádku, a že jeho rodiče zabili agenti. Lincoln mu řekne, ať hned zavolá Nicka Savrinna, jelikož se dozvídá, že Veroničin telefon je odpojen. Pak ho ale konečně najdou agenti, před kterými utíká na blízké parkoviště, kde se agentům pod zaparkovanými vozidly ztratí. Veronica a Nick jsou zatím už v Chicagu, kde se schází s Leslie Steadman a vydávají se za pracovníky Asociace za práva obětí. Od vdovy se dozvídají, že motiv k vraždě mělo hodně lidí, kteří všichni chtěli jeho peníze. 
Na dvoře se T-Bag uchopuje další šance získat si Tweenera, ale ten ho za chvíli odsuzuje, že je gay, a že jestli se k němu ještě jednou přiblíží, zabije ho. T-Bag ho ale pak nepřestává sledovat, a dokud nezakročí Michael, pronásleduje ho se svým úchylným povídáním. Michael ale také nic moc nezmůže, a tak může Tweener předpokládat rušnou noc. Doktorka Tancredi zatím navštěvuje Michaelova psychiatra, doktora Brightona, který ji obeznamuje s tím, že Michael vidí všechny věci jinak, než ostatní, a navíc se musí starat o dobro ostatních. Také se zmiňuje o tom, že Michael je opravdový génius. V noci ale ve vězení zpívá T-Bag svou úchylnou píseň určenou pro Tweenera, kterého tak psychicky zpracovává, stejně jako to dělal Michaelovi na začátku, když kvůli němu zemřel jeho spoluvězeň. Poté, co se Veronica s Nickem vrací do své chatrče, Nick si všímá zprávy od L.J.e, který píše, že má problém. Veronica mu volá a říká mu ať přijede do Lake Merceru, malého městečka na hranici s Iowou, ve kterém se nachází autobusová zastávka. Agenti celý hovor odposlouchávají a přestože jsou přímo u L.J.e, rozhodnou se, že chytí všechny tři až v Lake Merceru. 
Abruzzi v noci odšroubuje žárovku z lampy, rozbije jí, a poté ji zabodne přímo do Fiorelliho oka, což má jeho spoluvězně zastrašit před vedením mafie ve vězení. L.J. už odjíždí autobusem z Chicaga a dokonce krade boty jednomu ze spících cestujících v čekárně. Doktorka Tancredi pak Michaelovi říká, že ví o jeho schopnostech, ale ten ji odbývá s tím, že Michael Scofield o kterém slyšela zmizel, když vstoupil mezi zdi vězení. Autobus už přijíždí do Lake Merceru, kde na zastávce čekají agenti. Ti ho jdou prohledat, ale nachází pouze L.J.ův zaměřený mobil na záchodě s fotkou agenta Kellermana, když se ho chystal střelit. L.J. totiž přijíždí jiným autobusem do jiného města, do města New Glarus ve státě Wisconsin, kde na něj Veronica s Nickem čekají. Po odjezdu agentů mu totiž napsali sms, že má zahodit telefon a jet na sever.
Lincolnovi přináší na samotku jeden z dozorců dopis od jeho právníka, ve kterém vězeň rozluští zprávu od svého syna, že je v pořádku. Michael si před nejbližší pracovní terapií uvědomuje, že jestli chce zachránit Tweenerův život, musí s jedincem jako je T-Bag jednat nekompromisně. V útěkové budově ho tedy švihne do kolenou a T-Bag zakřičí o pomoc. Pak ale nemá odvahu na to, aby prozradil Michaelovo tajemství, jelikož ten mu připomněl, jak moc se chce dostat ven. Do budovy přichází Bellick, který stojí přímo na díře, kterou vězni kopou. Když nemá co řešit mezi T-Bagem a Michaelem, chce si promluvit s Abruzzim. Po odchodu skupinka zjišťuje, že Bellick do díry nespadl, jelikož tam Sucre dal nástěnku s nejlepšími dozorci měsíce a velkou fotkou právě Bellicka. Bellick Abruzzimu vzkazuje, že už měl dost času na sehnání financí a další už nedostane. Nějakou dobu poté na dvoře kráčí chorý T-Bag okolo lavičky, kde sedí Tweener. Michael, Sucre a Lincoln jen sledují zpovzdálí, jak Tweener klidně vyhrožuje T-Bagovi, který pohoršeně odchází. Jejich radost ale chvilku poté skončí, jelikož vidí Firoelliho partu, jak kráčí na pracovní terapii.